# 諾斯菲爾德 (麻薩諸塞州)
諾斯菲爾德（英語：Northhfield）是一個位於美國麻薩諸塞州富蘭克林縣的鎮。

## 人口
根據2020年美國人口普查的數據，諾斯菲爾德的面積為91.60平方千米，當中陸地面積為88.80平方千米，而水域面積為2.80平方千米。當地共有人口2866人，而人口密度為每平方千米31人。